# Canadian War Museum

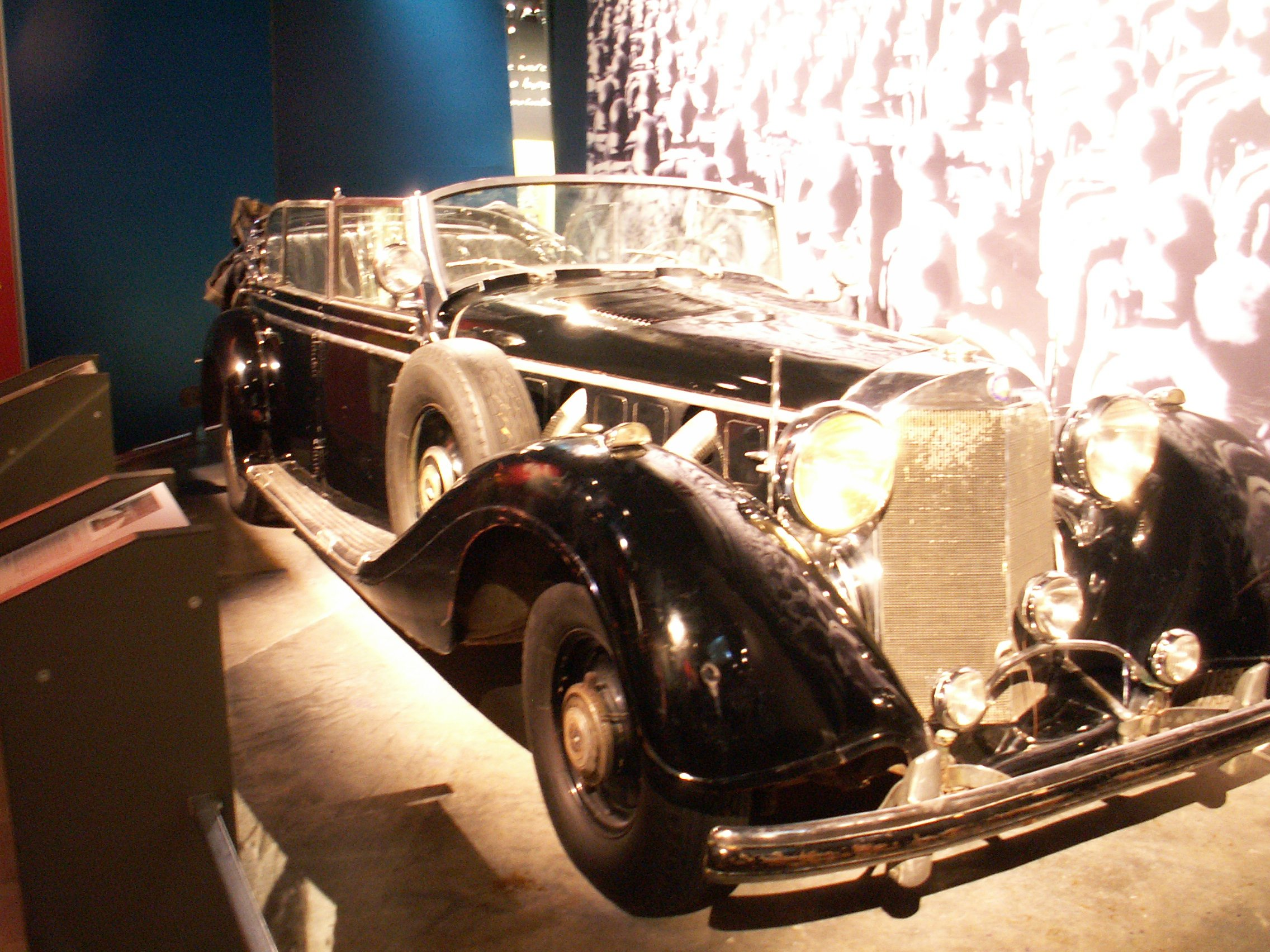
Adolf Hitlers bil

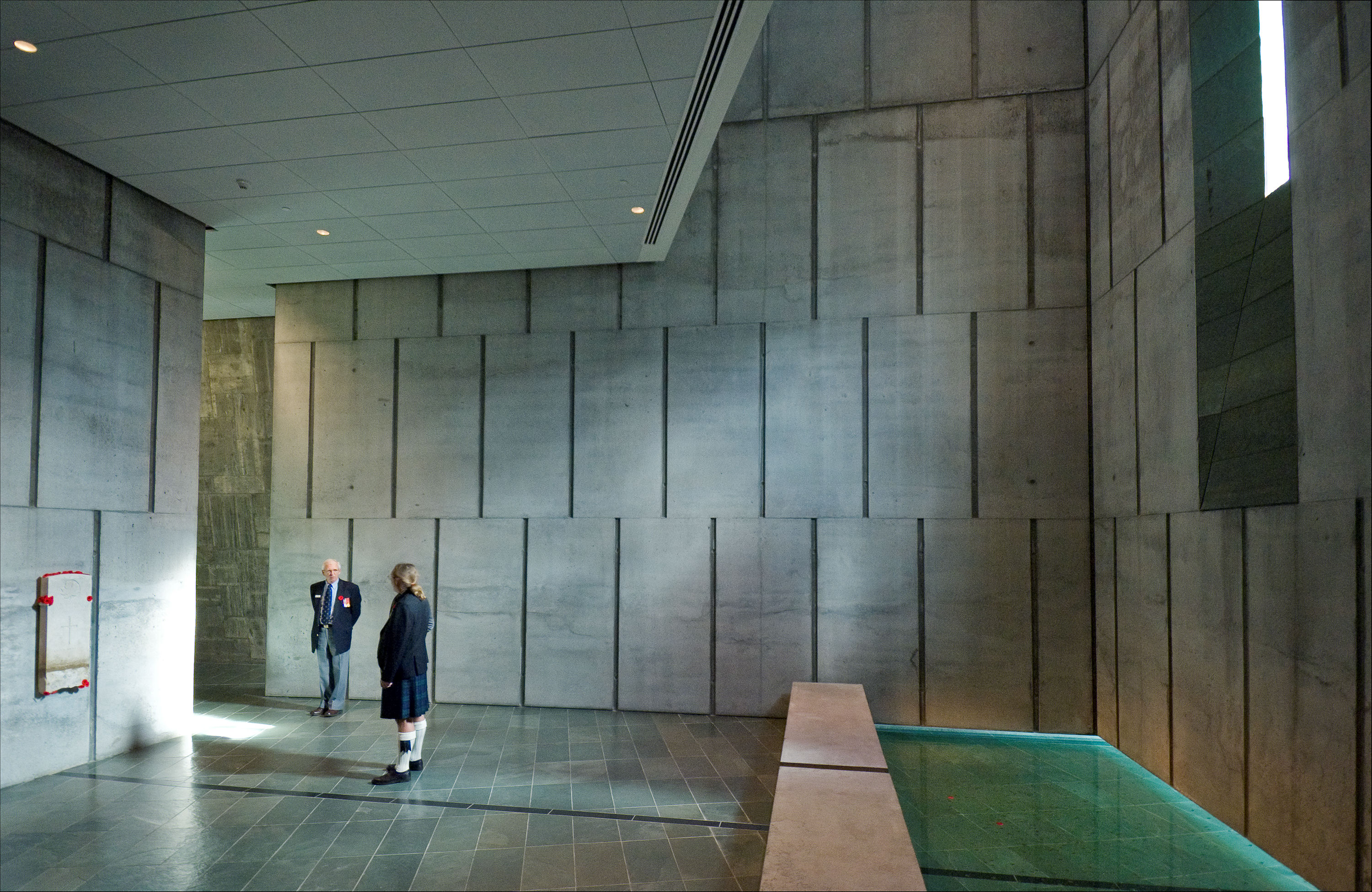
Memorial Hall

Canadian War Museum är ett militärhistoriskt museum i Ottawa, Kanada. Det invigdes 1880, och finns sedan 2005 i en ny byggnad. Museet har 500 000 besökare årligen och totalt över 3 miljoner föremål i sina samlingar.
Den byggnad som museet finns i sedan 2005 är ritad av arkitekten Raymond Moriyama och är belägen intill Ottawafloden i kvarteret LeBreton Flats i centrala Ottawa. Utöver en plats att förvara museets samlingar är det även byggt som ett exempel på hållbart byggande med fokus på bland annat energisnål design. Några exempel på detta är att återvunnet koppar från taket av Library of Parliament har använts och att mattorna i museet är gjorda av återvunnet material.